# Filosofický ústav v Litomyšli

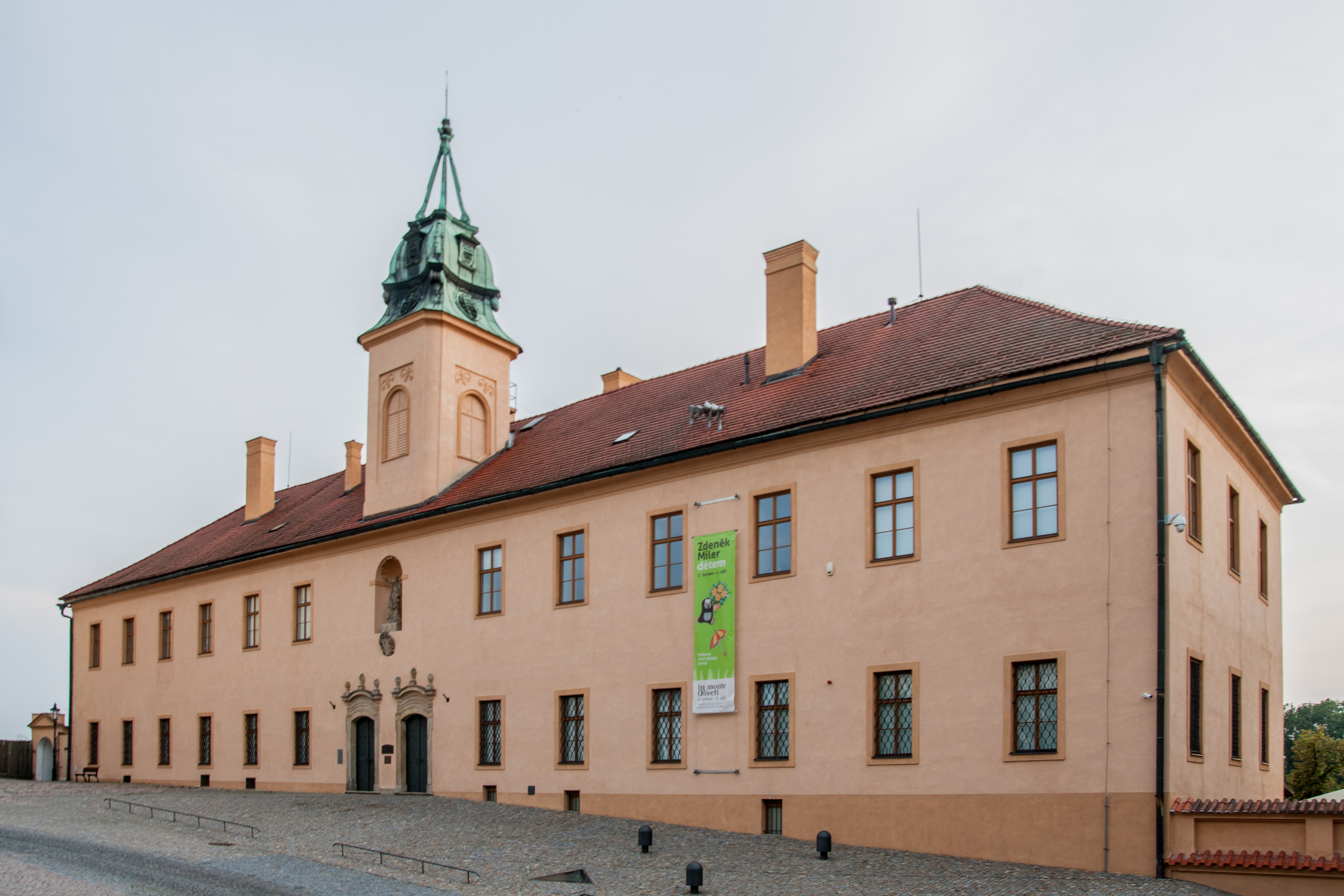
budova gymnázia v dnešní Jiráskově ulici č. 9, kde sídlil i filosofický ústav

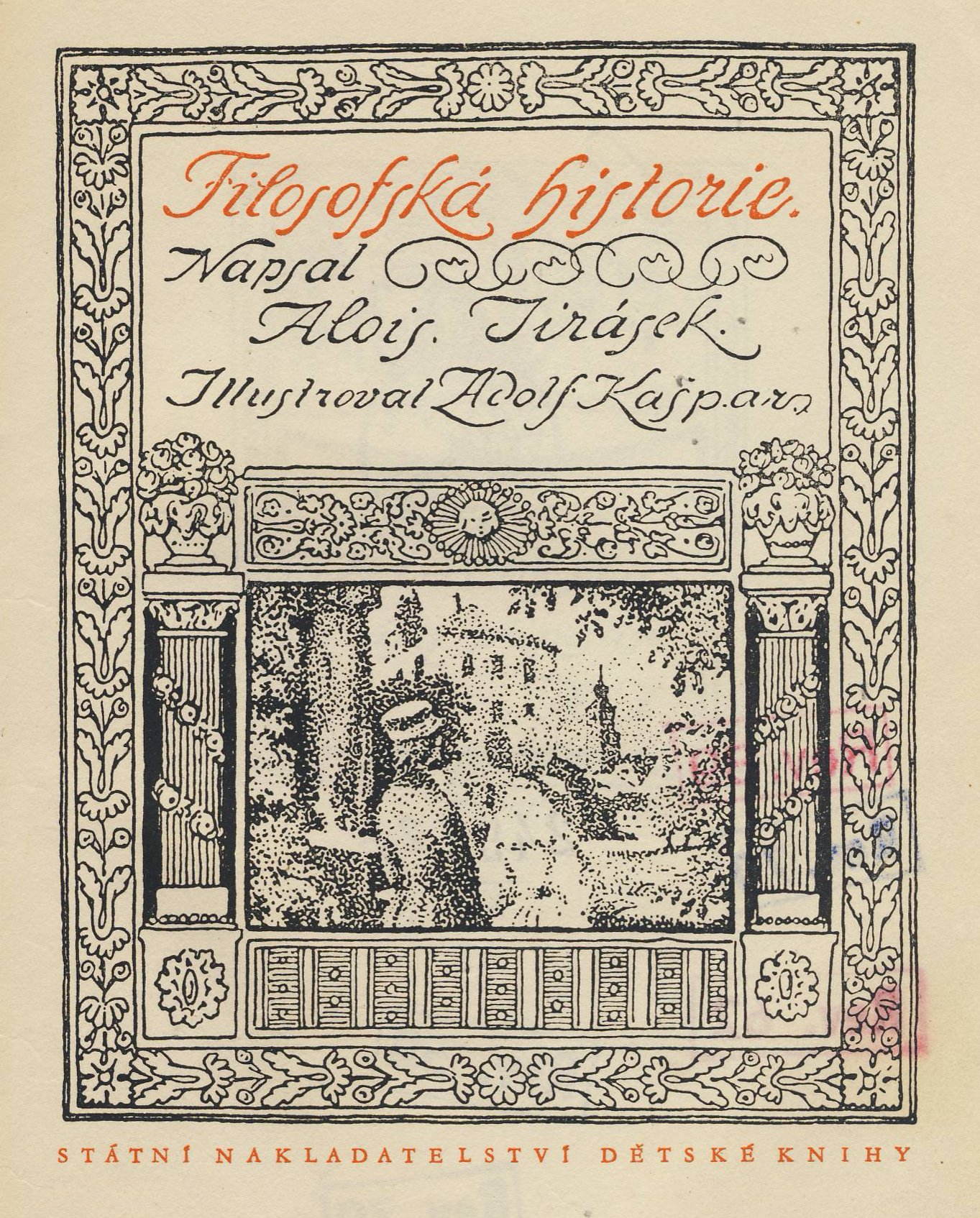
titulní list novely Filosofská historie s ilustrací Adolfa Kašpara – v pozadí je zachycena budova piaristických škol

Filosofický ústav v Litomyšli byla vzdělávací instituce, která studentům poskytovala dvouletou přípravu pro studium teologie, medicíny nebo práva na univerzitách. Byl zřízen v roce 1733 a fungoval v budově piaristického gymnázia. Fungování filosofického ústavu bylo trnem v oku jezuitům ovládajícím v té době pražskou univerzitu, neboť byl konkurencí pražské artistické fakulty.  V roce 1849 byla filosofie zrušena a dvě její třídy sloučeny s gymnáziem.
O životě jeho studentů pojednává novela Filosofská historie spisovatele Aloise Jiráska, který v Litomyšli působil jako středoškolský učitel.